# Little Fransham
Little Fransham – wieś w Anglii, w Norfolk. W 1931 wieś liczyła 155 mieszkańców.